# Radara infundens
Radara infundens là một loài bướm đêm trong họ Noctuidae.